# Alan Thompson
Alan Thompson, född den 14 juni 1959 i Gisborne, Nya Zeeland, är en nyzeeländsk kanotist.
Han tog OS-guld i K-1 1000 meter och OS-guld i K-4 1000 meter i samband med de olympiska kanottävlingarna 1984 i Los Angeles.